# ویلیام پاتون کر

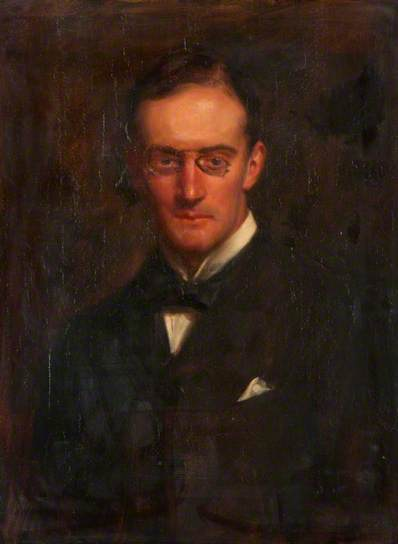
پرتره ویلیام پاتون کر، رنگ روغن روی بوم اثر سر جانستون فوربس-رابرتسون

ویلیام پاتون کر(به انگلیسی: William Paton Ker) ، عضو آکادمی بریتانیا (۳۰اوت ۱۸۵۵– ۱۷ژوئیه ۱۹۲۳)، پژوهشگر و مقاله‌نویس اسکاتلندی بود.

## زندگی
کر در سال ۱۸۵۵در گلاسکو متولد شد و در آکادمی گلاسکو ، دانشگاه گلاسکو و کالج بالیول آکسفورد تحصیل کرد . 
او در سال ۱۸۷۹عضو هیئت علمی کالج آل سولز آکسفورد شد. او در سال ۱۸۳۳استاد ادبیات و تاریخ انگلیسی در کالج دانشگاهی ولز جنوبی، کاردیف شد و در سال ۱۸۸۹به عنوان استاد کوئین به دانشگاه کالج لندن نقل مکان کرد.  با این حال او ارتباط خود را با آکسفورد حفظ کرد و تقریباً هر هفته در طول دهه ۱۹۱۰به آنجا می‌رفت و در دسترس دانشجویان مشتاق آنجا بود. او بعداً از سال ۱۹۲۰ تا زمان مرگش، در سن 67 سالگی، بر اثر سکته قلبی در هنگام تپه نوردی در ایتالیا، استاد شعر آکسفورد بود. سخنرانی یادبود دبلیو.پی.کر به افتخار وی در دانشگاه گلاسکو برگزار می شود.

## اثرگذاری
در مقاله جی آر آر تالکین بئوولف: هیولاها و منتقدان بارها از او یاد شده است. کشف کر توسط ویستون اودن نقطه عطفی بود:
«... کدام فرشته ی خوبی مرا یک روز بعدازظهر به بلک ول کشاند و از چنین حجم های بیابانی، مقاله های دبلیو.پی.کر را برایم انتخاب کرد؟ هیچ منتقد دیگری که متعاقباً خوانده‌ام، نمی‌توانست به من دیدگاه مشابهی از نوعی شب ادبی تماما روحانی بدهد که در آن مرده‌ها، زنده‌ها و نویسندگان متولد نشده از هر عصر و زبانی درگیر یک وظیقه مشترک، نجیب و متمدن می‌باشند. هیچ‌کس دیگری نمی‌توانست این‌قدر فوراً شیفتگی عروضی را در من برانگیزد، چیزی که من هرگز آن را از دست نداده‌ام.»

## آثار
- حماسه و عاشقانه: مقالاتی درباره ادبیات قرون وسطی (۱۸۹۷؛ چاپ دوم ۱۹۰۸ )
- قرون تاریک (ادینبورگ: بلک وود، ۱۹۰۴).
- استورلا مورخ (ویرایش اول)، آکسفورد: مطبوعات کلرندون، ۱۹۰۶.
- "براونینگ". مقالات و مطالعات: توسط اعضای انجمن انگلیسی.
- ادبیات انگلیسی؛ قرون وسطی (۱۹۱۲) - همچنین به عنوان ادبیات انگلیسی قرون وسطی شناخته می شود [۳]
- دو مقاله (۱۹۱۸)
- سر والتر اسکات (۱۹۱۹)
- هنر شعر (۱۹۲۳)
- مجموعه مقالات (۱۹۲۵)
- فرم و سبک در شعر (۱۹۲۸)
- درباره ادبیات مدرن (۱۹۵۵)
- مجموعه مقالات (۱۹۶۸) توسط چارلز ویبلی ویرایش شده است

## یادداشت
1. ↑  "Brilliant Scholar. Death of Professor W. P. Ker". The Glasgow Herald. 19 July 1923. p. 9. Retrieved 5 June 2018.
2. 1 2  &nbsp;Chisholm, Hugh, ed. (1922). "Ker, William Paton" . دانشنامه بریتانیکا. Vol. 31 (12th ed.). London & New York. p. 680. {{cite encyclopedia}}: Cite has empty unknown parameters: |HIDE_PARAMETER4=، |HIDE_PARAMETER2=، |HIDE_PARAMETER7=، |HIDE_PARAMETER10=، |HIDE_PARAMETER6=، |HIDE_PARAMETER11=، |HIDE_PARAMETER5=، |HIDE_PARAMETER1= و |HIDE_PARAMETER3= (help)Chisholm, Hugh, ed. (1922). "Ker, William Paton" . Encyclopædia Britannica. Vol. 31 (12th ed.). London & New York: The Encyclopædia Britannica Company. p. 680.
3. ↑  شابک ‎۹۷۸۰۱۹۸۸۸۰۴۳۱ شابک ‎۰−۱۹−۸۸۸۰۴۳-X

## لینک های خارجی
- Works by W. P. Ker at Project Gutenberg
- Works by W. P. Ker at Faded Page (Canada)
- Works by or about W. P. Ker at Internet Archive